# Mamou (Louisiana)

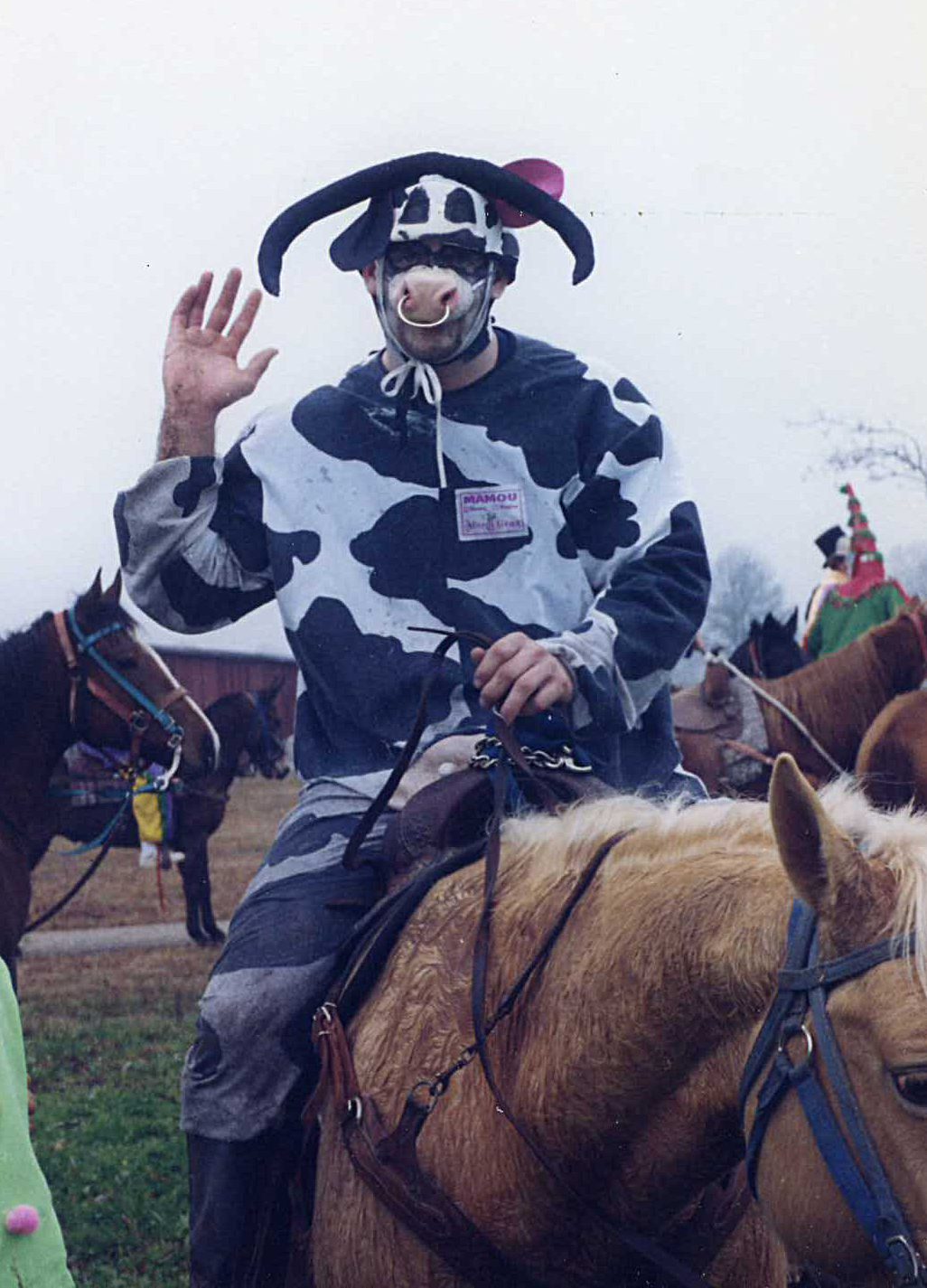
Mardi Gras in Mamou

Mamou is een plaats (town) in de Amerikaanse staat Louisiana, en valt bestuurlijk gezien onder Evangeline Parish. Mamou ligt in de cajun triangle en heeft een kleurrijk carnaval (Mardi Gras). Mamou wordt veelvuldig bezongen in de cajunmuziek (Grand Mamou, Mamou two-step, Valse de Mamou).

## Demografie
Bij de volkstelling in 2000 werd het aantal inwoners vastgesteld op 3566.
In 2006 is het aantal inwoners door het United States Census Bureau geschat op 3464, een daling van 102 (-2,9%). In 2019 was 48,5% van de bevolking zwart en 47,5% blank. Ongeveer 20% van de bevolking beschouwde zichzelf als cajun of van Franse afkomst.

## Geografie
Volgens het United States Census Bureau beslaat de plaats een oppervlakte van 3,7 km², geheel bestaande uit land. Mamou ligt op ongeveer 19 m boven zeeniveau. Door het centrum van Mamou loopt de Grand Louis Bayou.

## Plaatsen in de nabije omgeving
De onderstaande figuur toont nabijgelegen plaatsen in een straal van 24 km rond Mamou.